# جاك نويل
جاك نويل (بالفرنسية: Jacques Noël)‏ هو مبارز بالسيف فرنسي، ولد في 6 أبريل 1920، وتوفي في 1 أكتوبر 2004.

## وصلات خارجية
- جاك نويل على موقع أوليمبيديا (الإنجليزية)